# Ethan Galbraith
Ethan Galbraith (Glengormley, 2001. május 11. –) északír válogatott labdarúgó, középpályás, a Leyton Orient játékosa.

## Pályafutása

### Klubcsapatokban
Galbraith akadémistaa korában megfordult a Carnmoney Colts, a Ballyclare Comrades, a Glentoran, a Crusaders és a Linfield csapatában is. Majd 2017-ben távozott Linfieldtől hogy a Manchester United akadémiájához csatlakozzon, ahol 2018 májusában egy két éves profi szerződést. 2019. november 28-án debütált egy Európa-liga meccsen a kazah Asztana ellen, ahol Tahith Chong cseréjeként lépett pályára a 89-dik percben. 2020 októberében, Galbraith egy új három éves szerződést írt alá a Uniteddel, opcióval egy extra évre. 2023. május 16-án Galbraith az Instagram oldalán jelentette be hogy a 2022/23-as szezon végén távozik az angol klubtól.

### Doncaster Rovers és Salford City kölcsönök
2021 augusztusában kölcsönbe került a League Oneban szereplő Doncaster Rovers csapatához. Október 26-án talált be először a bajnokságban a Doncaster színeiben, a Cambridge United ellen ahol ő lőtte az egyenlítő gólt. A menedzsere Richie Wellens dícsérte a játékát, és úgy vélekedett róla hogy hosszú és sikeres karriere lesz. Galbraith úgy írta le a Doncasterben töltött idejét mint egy "nagyszerű tapasztalat" annak ellenére hogy a csapat kiesett a harmadosztályból.
2022. szeptember 1-jén, Galbraith a League Twoban szereplő Salford City csapatához csatlakozott ahol kölcsönben egy szezont töltött, ahol egykori edzője, Neil Wood kezei alatt játszhatott. Első gólját a klub színeiben október 8-án szerezte, egy 1-0-ra megnyert bajnoki mérkőzésen a Northampton Town ellen.

### A válogatottban
Galbraith ötször léphetett pályára Észak-Írország színeiben az U17-es csapatban  és háromszor az U19-es csapatban is. Valamint 19-szer pályáralépett és egy gólt szerzett az U21-es válogatottban. Galbraith 2019. szeptember 5-én mindössze 18 évesen lépett először pályára a felnőtt válogatottban, egy Luxemburg elleni barátságos mérkőzésen, amely egy 1-0-ás győzelemmel zárult.

## Játékstílusa
Észak-Írország menedzsere Ian Baraclough úgy írta le Galbraith játéksílusát mint az Ír Xavi és Andrés Iniesta. Valamint Neil Wood úgy jellemezte mint egy teknikás játékos.

## Statisztika

### Klubcsapatokban
Frissítve: 2023. április 22-én.
| Klub                       | Season         | Bajnokság      | Bajnokság    | Bajnokság | Kupa         | Kupa | Ligakupa     | Ligakupa | Európa       | Európa | Más          | Más | Összes       | Összes |
| Klub                       | Season         | Liga           | Pályáralépés | Gól       | Pályáralépés | Gól  | Pályáralépés | Gól      | Pályáralépés | Gól    | Pályáralépés | Gól | Pályáralépés | Gól    |
| -------------------------- | -------------- | -------------- | ------------ | --------- | ------------ | ---- | ------------ | -------- | ------------ | ------ | ------------ | --- | ------------ | ------ |
| Manchester United U21      | 2019–20        | —              | —            | —         | —            | —    | —            | —        | —            | —      | 3            | 1   | 3            | 1      |
| Manchester United U21      | 2020–21        | —              | —            | —         | —            | —    | —            | —        | —            | —      | 1            | 0   | 1            | 0      |
| Manchester United U21      | Összes         | Összes         | 0            | 0         | 0            | 0    | 0            | 0        | 0            | 0      | 4            | 1   | 4            | 1      |
| Manchester United          | 2019–20        | Premier League | 0            | 0         | 0            | 0    | 0            | 0        | 1            | 0      | —            | —   | 1            | 0      |
| Manchester United          | 2020–21        | Premier League | 0            | 0         | 0            | 0    | 0            | 0        | 0            | 0      | —            | —   | 0            | 0      |
| Manchester United          | 2021–22        | Premier League | 0            | 0         | 0            | 0    | 0            | 0        | 0            | 0      | —            | —   | 0            | 0      |
| Manchester United          | Összes         | Összes         | 0            | 0         | 0            | 0    | 0            | 0        | 1            | 0      | 0            | 0   | 1            | 0      |
| Doncaster Rovers (kölcsön) | 2021–22        | League One     | 33           | 1         | 1            | 0    | 0            | 0        | —            | —      | 2            | 0   | 36           | 1      |
| Salford City (kölcsön)     | 2022–23        | League Two     | 32           | 4         | 2            | 0    | 0            | 0        | —            | —      | 4            | 0   | 38           | 4      |
| Karrier összes             | Karrier összes | Karrier összes | 65           | 5         | 3            | 0    | 0            | 0        | 1            | 0      | 10           | 1   | 79           | 6      |

1. 1 2 3 4  Pályáralépés(ek) az EFL Trophy-ban
2. ↑  Pályáralépés az Európa-ligaban

### Válogatottban
Frissítve: 2020. november 18-án
| Válogatott     | Év    | Pályáralépés | Gól |
| -------------- | ----- | ------------ | --- |
| Észak-Írország | 2019  | 1            | 0   |
| Észak-Írország | 2020  | 1            | 0   |
| Total          | Total | 2            | 0   |

## Fordítás
Ez a szócikk részben vagy egészben  az   Ethan Galbraith című angol Wikipédia-szócikk fordításán alapul.  Az eredeti cikk szerkesztőit annak laptörténete sorolja fel. Ez a jelzés csupán a megfogalmazás eredetét és a szerzői jogokat jelzi, nem szolgál a cikkben szereplő információk forrásmegjelöléseként.

## Külső hivatkozások
- Ethan Galbraith az UEFA adatbázisában (angolul)
- Ethan Galbraith adatlapja a Soccerway oldalon (angolul)
- Ethan Galbraith adatlapja a National-Football-Teams.com oldalon (angolul)